# Karl von Behr
Karl Friedrich Ludwig von Behr-Pinnow (* 27. Juni 1864 auf Gut Pinnow; † 4. Mai 1941 in Berlin; häufig als Karl von Behr-Pinnow bezeichnet) war preußischer Justizbeamter und Landrat sowie Kabinettsrat der letzten deutschen Kaiserin. Als Sozialhygieniker und Eugeniker befasste er sich mit Erbbiologie und förderte die Verbreitung von eugenischem Gedankengut in Deutschland.

## Leben
Karl von Behr entstammte der auf Pinnow im Landkreis Greifswald ansässigen Linien des Adelsgeschlechts von Behr. Er war der Sohn des Rittmeisters Carl von Behr und dessen Frau Helene († 1872). Nach dem Tod der Mutter wurde er von seiner Tante Julie von Massow geb. von Behr (1825–1901) erzogen. 
1873 siedelte er mit ihr nach Dresden über und besuchte dort ab 1875 das Vitzthumsche Gymnasium. Das Abitur legte er 1883 am Gymnasium in Anklam ab. Anschließend studierte er bis 1886 an der Universität Göttingen Rechtswissenschaften. Nach seiner Promotion am 10. Juni 1886 wurde er auf eigenen Wunsch Gerichtsreferendar beim Amtsgericht in Wolgast. Ab Herbst 1887 studierte er an der Universität Greifswald Verwaltungsrecht, Nationalökonomie und Finanzwissenschaften. Gleichzeitig war er am Greifswalder Verwaltungsgericht tätig. 1888 war er Regierungsreferendar bei der Staatsanwaltschaft in Stettin. 1891 wurde er Regierungs-Assessor in Stralsund. Am 22. Januar 1891 wurde er zum preußischen Kammerjunker ernannt. Von 1895 bis 1897 war er im Polizeipräsidium von Frankfurt am Main angestellt. Anschließend war er bis Anfang 1904 Landrat des Landkreises Plön.  
Im Januar 1904 ernannte ihn Kaiser Wilhelm II. zum Kämmerer. Bereits im Februar wurde er zum Diensttuenden Kammerherrn der Kaiserin Auguste Victoria berufen. Von Oktober 1904 bis Oktober 1911 war er Kabinettsrat und Schatullenverwalter der Kaiserin.  
Karl von Behr, dessen vier Geschwister im Säuglingsalter starben, befasste sich seit 1905 mit der Bekämpfung der Säuglingssterblichkeit und dem Mutterschutz. Auf seine Initiative erfolgte der Bau des Kaiserin-Auguste-Victoria-Hauses (KAVH), das 1909 im Beisein der Kaiserin eröffnet wurde. Nach dem Ende seiner Dienstzeit als Kabinettsrat war von Behr Vorsitzender des Kuratoriums dieser karitativen Einrichtung. 
Seit 1911 widmete er sich verstärkt der Vererbungsforschung. Bereits vorher hatte er mit der Veröffentlichung zahlreicher Schriften zur Erbbiologie und Eugenik begonnen, wofür er 1909 die medizinische Ehrendoktorwürde der Friedrich-Wilhelms-Universität Berlin erhielt. Karl von Behr gehörte zu den entschiedenen Verfechtern des Antifeminismus. Mit seinen Schriften, in denen er unter anderem auch die Sterilisation von Menschen befürwortete, trug er zur Verbreitung des eugenischen Gedankengutes in protestantischen Kreisen Deutschlands bei. 1925 gründete er den „Deutschen Bund für Volksaufartung und Erbkunde“, dessen erster Vorsitzender er wurde. Der Verein ging später in der „Gesellschaft für Rassenhygiene“ auf.
Im Jahr 1926 verkaufte er Gut Pinnow an Erhard von Kuenheim und lebte anschließend in der Schweiz. 1939 siedelt er nach Berlin über, wo er zwei Jahre später starb.
Er war Mitglied der Corps Saxonia Göttingen (1884) und Pomerania Greifswald (1911).

## Familie
Karl von Behr war in erster Ehe verheiratet mit Diana Freiin von Vincke († 1910), mit der er zwei Kinder hatte. 1913 heiratete er Maria von Pestel, mit der er eine Tochter hatte.

## Schriften (Auswahl)
- Geburtenrückgang und Bekämpfung der Sauglingssterblichkeit. Springer, Berlin 1913.
- Die Zukunft der menschlichen Rasse. Grundlagen und Forderungen der Vererbungslehre. 1925.